# Малинки (Владимирская область)
Малинки — деревня в Гусь-Хрустальном районе Владимирской области России, входит в состав муниципального образования «Посёлок Золотково».

## География
Деревня расположена в 4 км на юг от центра поселения посёлка Золотково и в 45 км на юго-восток от Гусь-Хрустального на автодороге 17Н-27 Гусь-Хрустальный - Купреево.

## История
После Великой Отечественной войны деревня входила в состав Золотковского сельсовета Курловского района, с 1963 года — в составе Ильинского сельсовета Гусь-Хрустального района, с 2005 года — в составе муниципального образования «Посёлок Золотково».

## Население
| 2002 | 2010 | 2021 |
| ---- | ---- | ---- |
| 53   | ↘38  | ↘24  |